# Office of Intelligence and Counterintelligence
Das Office of Intelligence and Counterintelligence ist heute die Nachrichtendienstabteilung des Department of Energy, also des US-Energieministeriums. Früher gehörte dieser Nachrichtendienst zur Atomic Energy Commission (Atomenergiekommission), die sowohl mit der Herstellung von Atombomben und später Wasserstoffbomben als auch mit der Entwicklung von Kernreaktoren und der Herstellung von Kernbrennstoffen sowie der Entsorgung von Atommüll beauftragt war.

## Auftrag und Organisation
Das Office of Intelligence and Counterintelligence untersteht dem stv. Energieminister (United States Deputy Secretary of Energy).
Die Zuständigkeit der Behörde umfasst vier Kernbereiche:
- Nuklearwaffen und Non-Proliferation (Nichtverbreitung von Nuklearwaffen)
- Energiesicherheit
- Wissenschaft und Technologie
- Nuklearenergie, nukleare Sicherheit, Atommüll

Das Office of Intelligence and Counterintelligence soll das Energieministerium, die US-Regierung und die Intelligence Community (US-Nachrichtendienstgemeinde) mit zeitnahen, genauen und hochrangigen Analysen über ausländische Aktivitäten auf diesen Gebieten versorgen. Um die Spionageabwehr kümmern sich das Office of the National Counterintelligence Executive (ONCIX) und die National Nuclear Security Administration (NNSA).
Das Office of Intelligence and Counterintelligence soll rasch das technische, analytische und wissenschaftliche Wissen sowie die speziellen technologischen Fähigkeiten und Möglichkeiten des Department of Energy der US-Nachrichtendienstgemeinde, den US-Polizei- und -Justizbehörden als auch den US-Spezialkräften zugänglich machen.

## Geschichte
Die nachrichtendienstlichen Aktivitäten des Energieministeriums reichen zurück bis in die Zeit des
Manhattan-Projekts, also des Programms zum Bau der Atombombe. Damals wurde die Atomic Energy Commission (Atomenergiekommission) beauftragt spezielle Analysen zu dem entstehenden Atomwaffenrüstungsprogramm der Sowjetunion anzufertigen. Später wurde das Programm wie auch die Aufgaben der Atomenergiekommission in den Bereich des Department of Energy überführt.
Als Victor Marchetti und John D. Marks 1974 ihr Enthüllungsbuch „CIA“ über diesen und die US-Geheimdienste veröffentlichten, arbeiteten für die Nachrichtenabteilung der Atomenergiekommission 300 Mitarbeiter mit 20 Millionen Dollar Budget.
Die Aufgaben wurden erweitert in der Energiekrise 1973, als Besorgnis um die sichere Energieversorgung der USA entstand und wegen der Sorgen um die Verbreitung von Massenvernichtungswaffen in den letzten Jahren.